# Axel Pettersson (jurist)
Axel Pettersson, född den 26 december 1858 i Gryts socken, Östergötlands län,  död den 25 mars 1910 i Nora, var en svensk jurist.
Pettersson blev student vid Uppsala universitet 1880 och avlade examen till rättegångsverken där 1885. Han blev vice häradshövding 1888, tillförordnad fiskal i Göta hovrätt 1892 och ordinarie fiskal 1894. Efter tjänstgöring som tillförordnad domhavande blev Pettersson häradshövding i Nora domsaga 1901.